# Rixensart
Rixensart (prononcer [ʁiksɑ̃saʁ] ; en wallon : Ricsinsåt) est une commune francophone de Belgique située en Wallonie dans la province du Brabant wallon, ainsi qu’une localité où siège son administration. La commune actuelle résulte de la fusion en 1977 des anciennes communes de Rixensart, Genval et Rosières-Saint-André.
Spécialité locale : la Vi Paurin une tarte aux pommes onctueuse avec une crème pâtissière baveuse avec des raisins secs et des amandes effilées.

## Toponymie
Le nom se compose de Sart, c'est-à-dire une zone défrichée et de Rixen. Deux hypothèses existent : soit cela proviendrait d'un nom Rixon, propriétaire du sart, soit du mot Ri désignant un ruisseau traversant le sart, d'où Ri en sart.

## Géographie

### Situation
Rixensart se situe à 19 km au sud-sud-est (SSE) de Bruxelles, à 9 km à l'est de Waterloo, à 6 km à l'ouest de Wavre, à 6 km au nord-est de Lasne et à 6 km au nord-nord-ouest d'Ottignies-Louvain-la-Neuve.

### Sections
| # | Nom       | Superf. (km²) | Habitants (2020) | Habitants par km² | Code INS |
| - | --------- | ------------- | ---------------- | ----------------- | -------- |
| 1 | Rixensart | 8,52          | 12.159           | 1.427             | 25091A   |
| 2 | Genval    | 4,53          | 8.281            | 1.828             | 25091B   |
| 3 | Rosières  | 4,51          | 2.213            | 491               | 25091C   |

### Accès
La commune de Rixensart étant située au SSE de Bruxelles, elle présente de nombreux et réguliers accès.
En voiture par l'autoroute E411 (Bruxelles - Namur - Luxembourg) : sortie no 4 Rosières à 9 minutes et 13 km de la première station de métro de Bruxelles (Herman-Debroux).
En train (Bruxelles - Louvain-la-Neuve) en 16 minutes, toutes les 30 minutes depuis la gare de Boitsfort accessible en tram et bus Bruxellois, ou un accès direct en 25 minutes de la gare de Bruxelles-Schuman dans les sous-sols des Communautés Européennes
En bus via la ligne 366 (Rixensart - Bruxelles Place Flagey). 1 bus/heure. Rixensart - Place Flagey = 34 minutes.

### Hydrographie
Rixensart est traversée par la Lasne, affluent de la Dyle. La Lasne y reçoit l'Argentine, le ruisseau Monseigneur, le ruisseau du Château, le Carpu, le ruisseau du trou Margot et le ruisseau du Baillois.

### Anciennes communes et quartiers

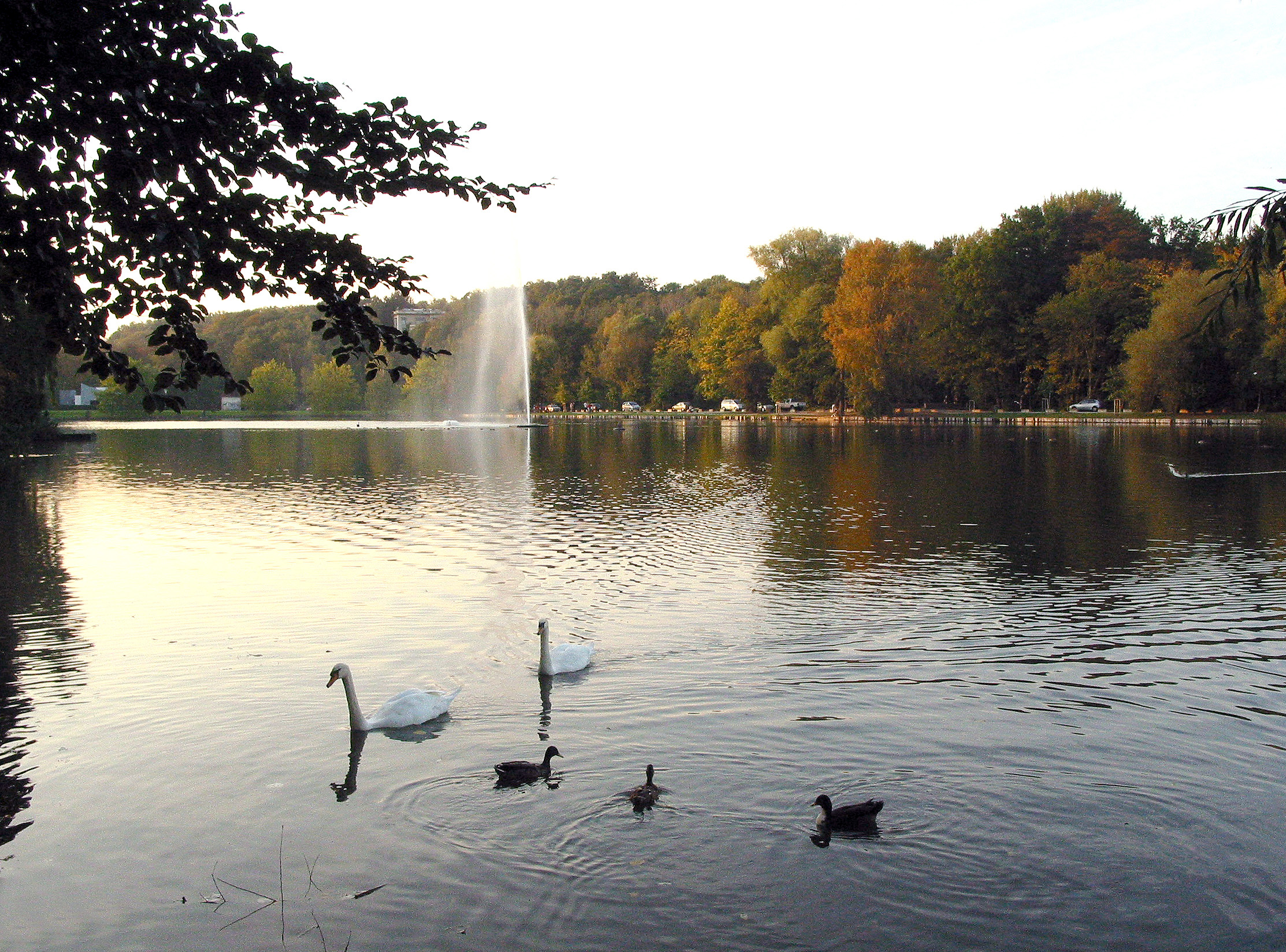
Le lac de Genval.

La Commune actuelle résulte de la fusion en 1977 de trois anciennes communes :
- Rixensart
  - Le centre de Rixensart s'étend de la maison communale au château en passant par la gare. On y trouve de nombreux commerces, un cinéma, le centre sportif communal, ainsi que de nombreuses écoles (Athénée royal, école du Centre, école Sainte-Agnès, école de la Source).
  - Le quartier de Froidmont se situe au sud de la Commune, autour de l'ancienne ferme du même nom. Cette ferme abritait une communauté de catholiques dominicains jusqu'en 2010, date de leur déménagement à Louvain-la-Neuve. La ferme abrite depuis lors une bibliothèque publique. Plus au sud, le Monastère de l'Alliance abrite des religieuses bénédictines.
  - Le quartier de Bourgeois, à l'ouest, se déploie autour de l'église Saint-François-Xavier. Outre quelques commerces de proximité, on y trouve également une école communale, répartie sur deux implantations.
  - Le quartier du Patch, au nord, s'étend jusqu'à la limite avec l'ancienne commune de Rosières. On y trouve le cimetière de Rixensart, ainsi que le QG de GSK Vaccines.
- Genval
  - Le centre de Genval est géographiquement situé à l'ouest du territoire. L'ancienne maison communale a été reconvertie en bibliothèque. À côté de l'église Saint-Sixte se trouve le centre culturel de Rixensart. On y trouve par ailleurs plusieurs écoles (école communale de Genval-La Bruyère, Collège Notre-Dame des Trois Vallées - implantation Notre-Dame des Anges) ou encore le club de hockey sur gazon Rix Hockey.
  - Le quartier de Maubroux est le quartier de la gare. Autour de l'église Saint-Pierre, on trouve plusieurs commerces, une école (Collège Notre-Dame des Trois Vallées - implantation Saint-Augustin), et l'unique site couvert de tir à l'arc à la perche verticale de Belgique. Plus bas, dans la vallée de la Lasne, les anciennes papeteries ont laissé leur place à nouveau quartier moderne comprenant logements et commerces.
  - Le Lac de Genval est quant à lui situé au nord de la Commune. Le lac en lui-même est frontalier avec la commune d'Overijse, et était une destination touristique prisée à la Belle Époque. Le quartier, constitué principalement de grandes villas, abrite aussi un hôtel cinq étoiles et de nombreux restaurants.
  - Le quartier de la Mazerine est situé au nord-ouest, et frontalier de La Hulpe. Sis dans la vallée du ruisseau du même nom, c'est un pôle commercial mais également industriel (usine Schweppes, I.M.P.S. - société qui gère les droits des œuvres de Peyo). Les terrains de football du club de La Hulpe sont aussi situés dans le quartier, côté Genval.
- Rosières
  - Le centre du village, auparavant dénommé Rosières-Saint-André, s'articule autour de l'église Saint-André. Celle-ci est à proximité immédiate de l'autoroute E411 - A4, et en particulier de la sortie 4. On y trouve aussi une école communale, un club de tennis et un club de football.
  - Le quartier du champ de Wô - ou champ de Woo - est sis au nord-ouest. La ferme de Wô marque la limite entre les champs proprement dits, au nord vers Malaise (Overijse), et un quartier plus résidentiel, au sud vers Rixensart et le lac de Genval.
  - Le quartier Terfosse, enfin, se situe au nord de l'autoroute. Outre la ferme du même nom, on y trouve également l'ancienne ferme du Prince ou encore le quartier privé du Domaine du Beauséant.

### Communes limitrophes
| La Hulpe | Overijse                   | Overijse, Wavre |
| Lasne    | Rixensart                  | Wavre           |
| Lasne    | Ottignies-Louvain-la-Neuve | Wavre           |

## Démographie

### Démographie: Avant la fusion des communes
- Source: DGS recensements population

### Démographie: Commune fusionnée et difficultés de logements pour certaines catégories de population
En tenant compte des anciennes communes entraînées dans la fusion de communes de 1977, on peut dresser l'évolution suivante :
Les chiffres des années 1831 à 1970 tiennent compte des chiffres des anciennes communes fusionnées.
- Source: DGS , de 1831 à 1981=recensements population; à partir de 1990 = nombre d'habitants chaque 1 janvier[7]

## Histoire
Aujourd’hui fortement urbanisée, l’entité de Rixensart fut, durant des siècles, une contrée rurale et agricole. Les premières traces d’occupation du territoire remontent à la préhistoire, mais il faut attendre la seconde moitié du XIIe siècle pour voir se développer un habitat structuré.

### Préhistoire, protohistoire et Antiquité
Une station néolithique découverte à Genval à la fin du siècle dernier atteste une présence humaine ancienne sur le territoire de l'actuelle commune. Des tombelles de l'Âge du Fer subsistant dans les bois de Mérode à Rixensart confirment une occupation restée sporadique.

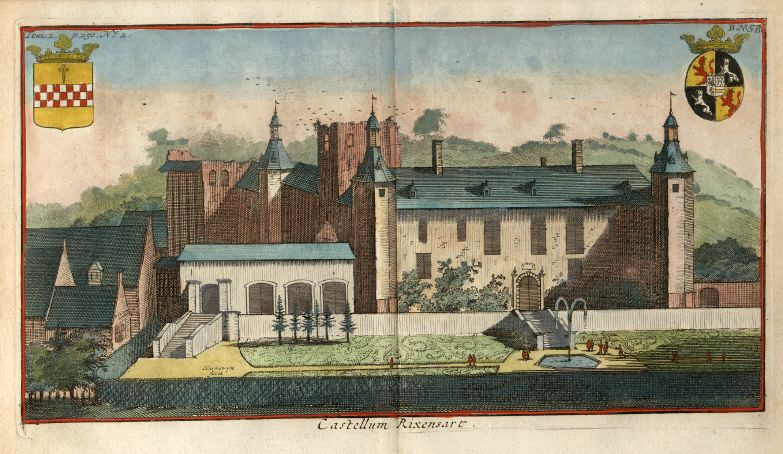
Le château de Rixensart au début du XVIIIe siècle.
Gravure de Jacques Harrewyn.

### Moyen Âge
C’est seulement aux XIIe et XIIIe siècles qu’apparaissent les premières traces d’habitat permanent ; le suffixe en -sart de la commune témoigne par ailleurs d'une opération de défrichage dans la forêt de Soignes. Une population s’établit peu à peu sur les plateaux ainsi essartés. Les villages et les paroisses de Genval, Rixensart et Rosières se créent. Jusqu’au milieu du XIXe siècle, quelques grosses fermes ainsi que de nombreuses petites exploitations sont centrées sur les activités agricoles et forestières.

### Époque contemporaine

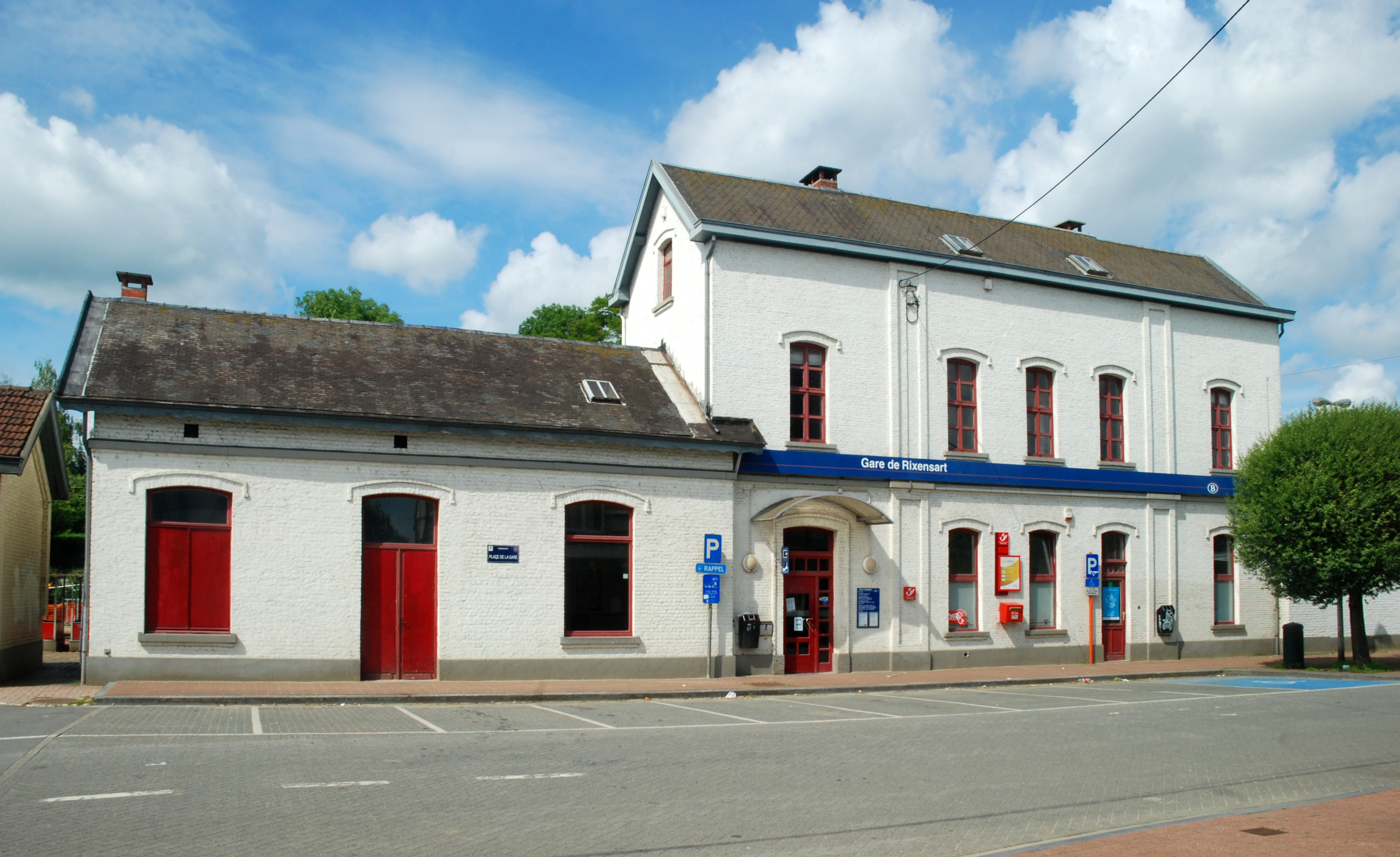
La gare.

La création de la ligne ferroviaire Bruxelles-Luxembourg et l’essor industriel vont alors progressivement transformer ce mode d’existence. À partir de 1870, la création des « trains ouvriers » permet aux travailleurs manuels de se rendre à Bruxelles chaque jour. Un peu plus tard, les lignes de trams vicinaux facilitent également la circulation au plus profond des campagnes. Dans l'autre sens, des familles bruxelloises prennent le chemin des campagnes pour profiter d'un environnement rural à proximité de la capitale. Vers 1900, l'investisseur privé Gustave Smets-Mondez crée le lac de Genval en barrant le cours de la rivière Argentine. De nombreuses villas s'installent à Genval-les-Eaux avant 1914.
Attirés par le coût moins élevé du logement et du terrain, de nombreux employés et rentiers viennent s’installer dans ces communes. C’est le début d’une urbanisation qui, jusqu’à aujourd’hui, grignotera peu à peu les terres agricoles mais aussi une partie importante des bois. En un peu plus d’un siècle, la population passe ainsi de 3 377 habitants (1876) à 20 616 (1988) tandis que l’agriculture ne concerne plus que 13 % de la superficie territoriale. De nos jours, la population d’implantation récente a largement pris le pas sur les natifs de l’endroit. C'est à présent une des communes les plus riches de Belgique. La proximité de la capitale et sa situation verdoyante font de Rixensart une commune fort prisée des "hauts revenus".
On y trouve bon nombre de fonctionnaires d'institutions internationales et de cadres issus du monde des affaires bruxellois.

## Héraldique
|  | La commune possède des armoiries qui lui ont été octroyées le 15 avril 1954 et à nouveau le 1 décembre 1977. Ce sont les armoiries de la famille Spinola, seigneurs de Rixensart, qui vécurent au château local. En 1954, elles étaient blasonnées de même. Blasonnement : D'or à la fasce échiquetée d'argent et de gueules de trois tires, accompagnée en chef d'une épine en forme de fleur de lis gueules, fichée dans la fasce. L'écu sommé d'une couronne à trois fleurons séparés par deux fleurons d'un module inférieur et entouré du collier de la Toison d'Or. - Délibération communale : 15 février 1977 - Arrêté de l'exécutif de la communauté : 1 décembre 1977 - Moniteur belge : 15 février 1978 Source du blasonnement : Heraldy of the World. |

## Politique et administration

### Résultats des élections communales depuis 1976
| Parti            | 10-10-1976 | 10-10-1976 | 10-10-1982 | 10-10-1982 | 9-10-1988 | 9-10-1988 | 9-10-1994 | 9-10-1994 | 8-10-2000 | 8-10-2000 | 8-10-2006 | 8-10-2006 | 14-10-2012 | 14-10-2012 | 14-10-2018 | 14-10-2018 | 13-10-2024 | 13-10-2024 |
| Voix / Sièges    | %          | 25         | %          | 25         | %         | 25        | %         | 27        | %         | 27        | %         | 27        | %          | 27         | %          | 27         | %          | 27         |
| ---------------- | ---------- | ---------- | ---------- | ---------- | --------- | --------- | --------- | --------- | --------- | --------- | --------- | --------- | ---------- | ---------- | ---------- | ---------- | ---------- | ---------- |
| UC-PS            | -          |            | -          |            | -         |           | -         |           | -         |           | 14,47     | 4         | 14,64      | 3          | -          |            |            |            |
| LB-MR            | -          |            | -          |            | -         |           | -         |           | -         |           | 26,39     | 8         | -          |            | -          |            |            |            |
| ECOLO            | -          |            | 9,41       | 2          | 15,74     | 3         | 15,32     | 4         | 16,62     | 4         | 17,02     | 4         | 17,79      | 5          | 22,10      | 6          | 14,99      | 4          |
| IC-PRL           | -          |            | -          |            | -         |           | 35,85     | 10        | 34,07     | 10        | -         |           | -          |            | -          |            |            |            |
| AP-MR            | -          |            | -          |            | -         |           | -         |           | -         |           | -         |           | 47,24      | 15         | 44,82      | 14         | 39         | 12         |
| RW               | 20,25      | 5          | 3,44       | 0          | -         |           | -         |           | -         |           | -         |           | -          |            | -          |            |            |            |
| UDRT             | -          |            | 7,33       | 1          | -         |           | -         |           | -         |           | -         |           | -          |            | -          |            |            |            |
| AC               | 30,5       | 8          | 34,01      | 10         | 35,15     | 10        | 33,85     | 10        | 18,67     | 5         | 10,67     | 2         | -          |            | -          |            |            |            |
| UP               | 23,61      | 6          | 22,85      | 6          | -         |           | -         |           | -         |           | -         |           | -          |            | -          |            |            |            |
| LD Bourgm        | 25,64      | 6          | -          |            | -         |           | -         |           | -         |           | -         |           | -          |            | -          |            |            |            |
| IC               | -          |            | 21,33      | 6          | 26,43     | 7         | -         |           | -         |           | -         |           | -          |            | -          |            |            |            |
| UC               | -          |            | -          |            | 21,52     | 5         | 14,98     | 3         | -         |           | -         |           | -          |            | -          |            |            |            |
| NV.ALL           | -          |            | -          |            | -         |           | -         |           | 17,27     | 5         | -         |           | -          |            | -          |            |            |            |
| UCP              | -          |            | -          |            | -         |           | -         |           | 12,04     | 3         | -         |           | -          |            | -          |            |            |            |
| Proximité        | -          |            | -          |            | -         |           | -         |           | -         |           | 11,5      | 3         | 12         | 3          | 12,78      | 3          | 23.76      | 6          |
| NAP              | -          |            | -          |            | -         |           | -         |           | -         |           | 19,94     | 6         | -          |            | -          |            |            |            |
| Libéral          | -          |            | -          |            | -         |           | -         |           | -         |           | -         |           | 8,34       | 1          | -          |            |            |            |
| DéFI             | -          |            | -          |            | -         |           | -         |           | -         |           | -         |           | -          | -          | 7,39       | 1          | 9.96       | 2          |
| Solidarix        | -          |            | -          |            | -         |           | -         |           | -         |           | -         |           | -          | -          | 12,91      | 3          | 12.29      | 3          |
| Autres(*)        | -          |            | 1,63       | 0          | 1,16      | 0         | -         |           | 1,33      | 0         | -         |           | -          |            | -          |            |            |            |
| Total voix       | 12049      | 12049      | 13222      | 13222      | 13355     | 13355     | 13666     | 13666     | 13573     | 13573     | 14038     | 14038     | 13847      | 13847      | 14439      | 14439      | 16451      | 16451      |
| Participation %  |            |            |            |            | 90,54     | 90,54     | 90,16     | 90,16     | 88,56     | 88,56     | 90,89     | 90,89     | 87,67      | 87,67      | 88,86      | 88,86      | 85.85      | 85.85      |
| Blancs et nuls % | 4,08       | 4,08       | 4,62       | 4,62       | 5,03      | 5,03      | 5,06      | 5,06      | 5,22      | 5,22      | 3,83      | 3,83      | 4,12       | 4,12       | 4,21       | 4,21       | 3.99       | 3.99       |

 (*)1982: VAR1988: DAC 2000: D.L.P. 

### Collège communal
| Collège communal  |                              |                                                         |
| ----------------- | ---------------------------- | ------------------------------------------------------- |
| Bourgmestre       | Patricia Lebon               | MR - Alliance Pluraliste- apparentée MR                 |
| 1er Échevine      | Sylvie Van Den Eynde-Cayphas | Alliance Pluraliste                                     |
| 2e Échevin        | Gaëtan Pirart                | MR - Alliance Pluraliste- apparenté MR                  |
| 3e Échevin        | Christophe Hanin             | Alliance Pluraliste-MR apparenté MR                     |
| 4e Échevin        | Vincent Garny                | Les Engagés - Alliance Pluraliste apparenté Les Engagés |
| 5e Échevin        | Christian Chatelle           | DéFI & Citoyens                                         |
| Président du CPAS | Grégory Verté                | PS - SolidaRix apparenté PS                             |

### Conseil communal
Le conseil de Rixensart était constitué de 25 sièges de 1976 à 1988, et de 27 sièges depuis 1994. 
Jacqueline Herzet fut la première femme bourgmestre du Brabant wallon de 1995 à 2006. La première majorité de 1995 à 2000 fut constituée par les IC PRL mené par Mme Hezet, et les Ecolos, qui ont quitté le Collège après 2 ans, ce qui a causé de nombreuses difficultés de gestion de la commune. En 2000, Mme Herzet est reconduite bourgmestre avec une alliance IC PRL et les AC. Elle a occupé les fonctions de députée fédérale du 21 mai 1995 au 10 avril 2003 et de sénatrice du 23 décembre 1991 au 21 mai 1995. 
Lors des élections communales de 2012, le conseil communal est dirigé, pour la première fois, par une majorité absolue de 15 conseillers communaux NAP- MR (regoupant historiquement des MR, AC à tendance CDH, et NA) avec un score historique de 47,24% et l'opposition sera composée de 5 conseillers écolo, de 3 conseillers UC PS, 3 conseillers Proximité, 1 conseiller Libéral. Le bourgmestre Jean Vanderbecken est reconduit au mayorat avec 2228 voix. 
Le bourgmestre Jean Vanderbecken (NAP-MR) décède inopinément en juin 2017. Patricia Lebon deviendra bourgmestre en juin 2017, ayant le deuxième score de la liste avec 1080 voix de préférence. 
Après les élections communales de 2018, la majorité du conseil communal se compose de 14 NAP-MR (44,82%), 3 Solidarix, et d'une opposition de 6 Ecolo, 3 Proximité, et un conseiller Défi. Patricia Lebon se maintient au poste mayoral après les élections du 14 octobre 2018 avec 2.158 voix de préférence. 
Après les élections communales de 2024, la majorité du conseil communal se compose de 12 AP-MR (anciennement NAP-MR  - alliance du MR, Les Engagés et d'indépendants), 3 Solidarix (PS et apparentés), 2 Défi et citoyens et l'opposition de 6 conseillers Agir autrement, et 4 Ecolo. Ayant perdu la majorité absolue avec son groupe politique AP-MR avec seulement 39% (au lieu de 44,82% en 2018), Patricia Lebon arrive à se maintenir au poste de bourgmestre avec 1051 voix grâce à une une tripartite.

### Bourgmestres
- 1884 à 1920 : Paul Terlinden.
- 1921 à 1940 et 1944 à 1946 : Lucien Dessy.
- 1952 à 1970 : Léopold Gilson.
- 1971 à 1976 : Armand Parent.
- 1977 à 1992 : Paul Hanin.
- 1992 à 1994 : Michel Coenraets.
- 1995 à 2006 : Jacqueline Herzet .
- 2007 à 2017 : Jean Vanderbecken (1099 voix en 2006) (2222 voix en 2012).
- 2017 à aujourd'hui : Patricia Lebon (2158 voix en 2018) (1051 voix en 2024).

### Jumelages
- Le Touquet-Paris-Plage (France)
- Winterberg (Allemagne)
- Birstall (Royaume-Uni)
- Poperinge (Belgique)
- Bradu (Roumanie)
- Ruhondo (Rwanda)

## Patrimoine et culture

### Lieux et monuments

#### Temps modernes
- Nombreuses petites chapelles et potales parsèment le terroir (chapelle de la Fosse, 1749 ; chapelle Sainte-Anne, 1692 ; chapelle-reposoir, 1776).
- Château de Rixensart, fondé au XIIIe siècle mais datant dans son état actuel du XVIIe (après 1630).

#### Période contemporaine
- Les chapelles dédiées à Saint Roch furent plus particulièrement construites lors de la dernière grande épidémie de choléra qui, en 1866, fit près de 44 000 victimes en Belgique. Si Genval et Rosières ont conservé leurs chapelles Saint-Roch, celle qui était sans doute la plus imposante, située au Bourgeois, a aujourd’hui disparu et seul le nom de la rue voisine en évoque encore le souvenir.
- Le château du Héron, vaste demeure construite au début du XXe siècle, accueille le siège de l'administration communale dans un parc aux essences variées. L’ancienne maison communale de Genval est devenue le siège d’une bibliothèque publique. Quant à l’ancienne maison communale de Rosières, elle fait office de maison de quartier où se déroulent des manifestations culturelles variées.
- Nombreuses villas de plaisance, concentrées aux abords du lac de Genval.
- Calvaire d'inspiration bretonne, réalisé par M. Ghyssels (maison communale).
- Cabine électrique du début du XXe siècle à Rosières.

Voir aussi la liste du patrimoine immobilier classé de Rixensart.

Photos du château de Rixensart
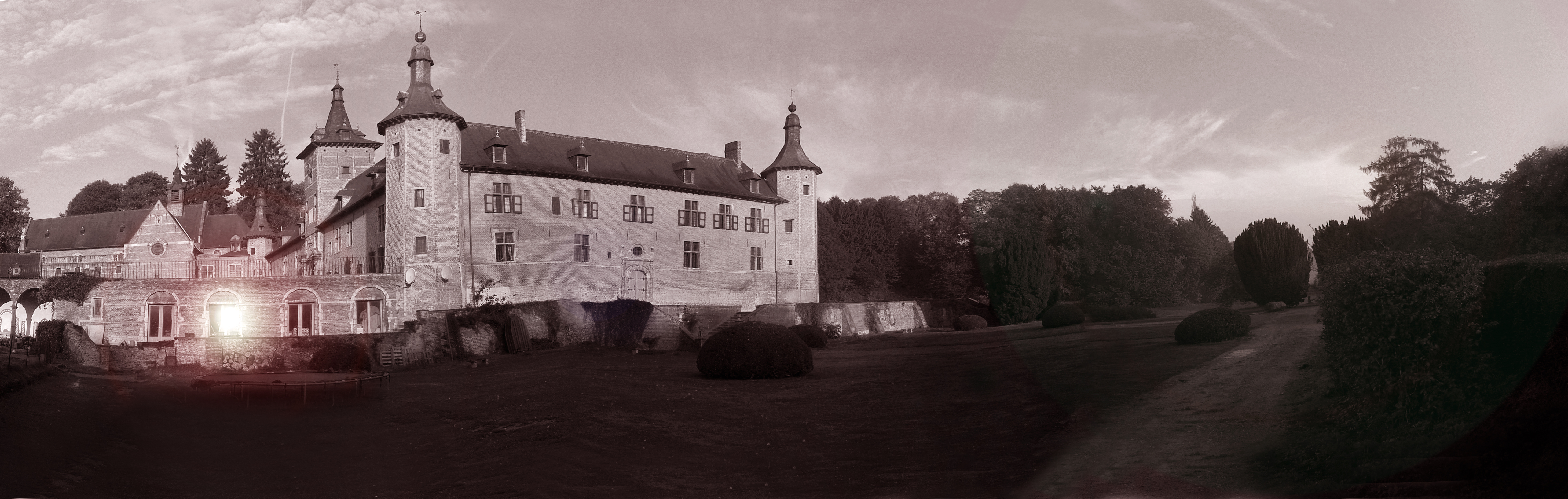
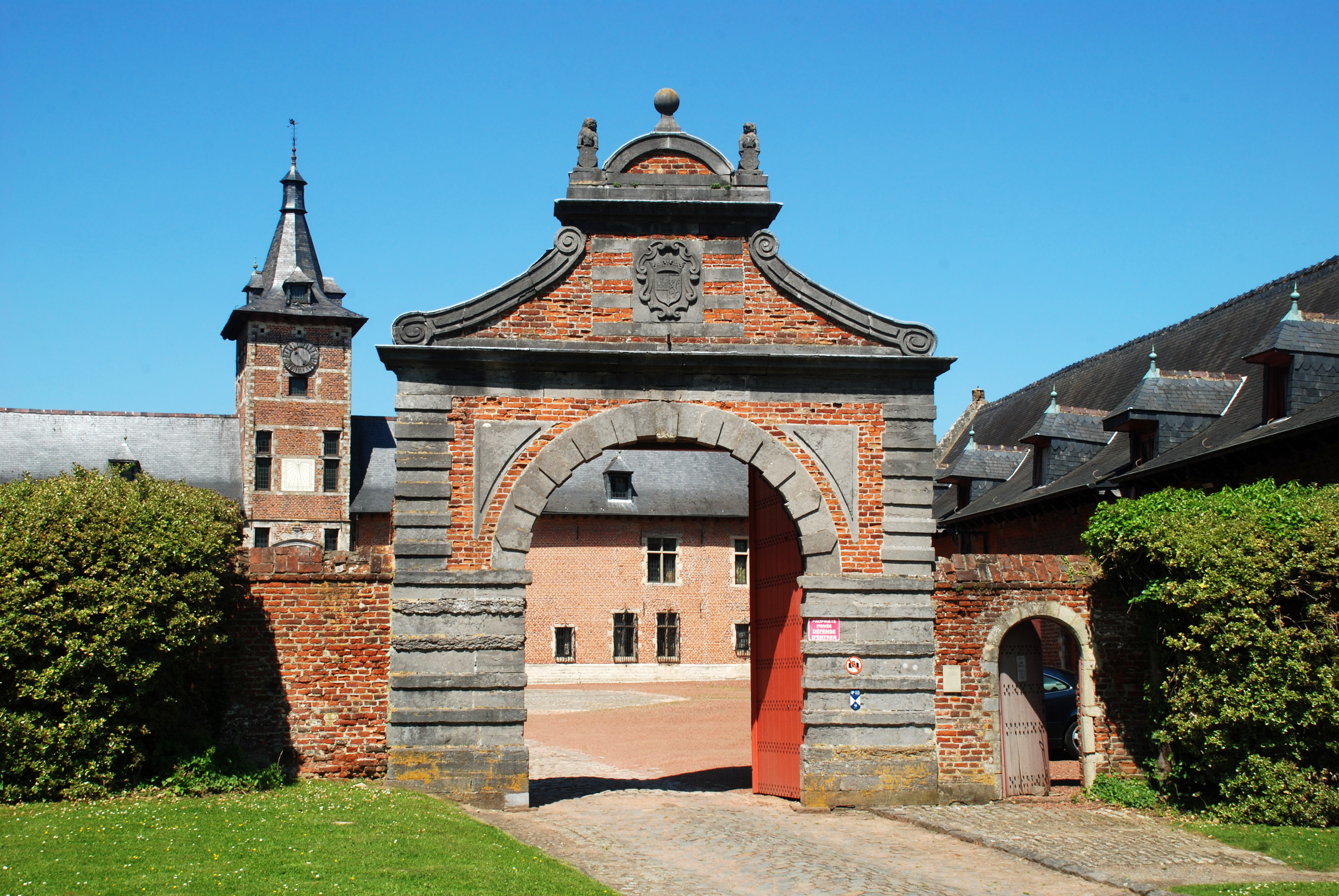
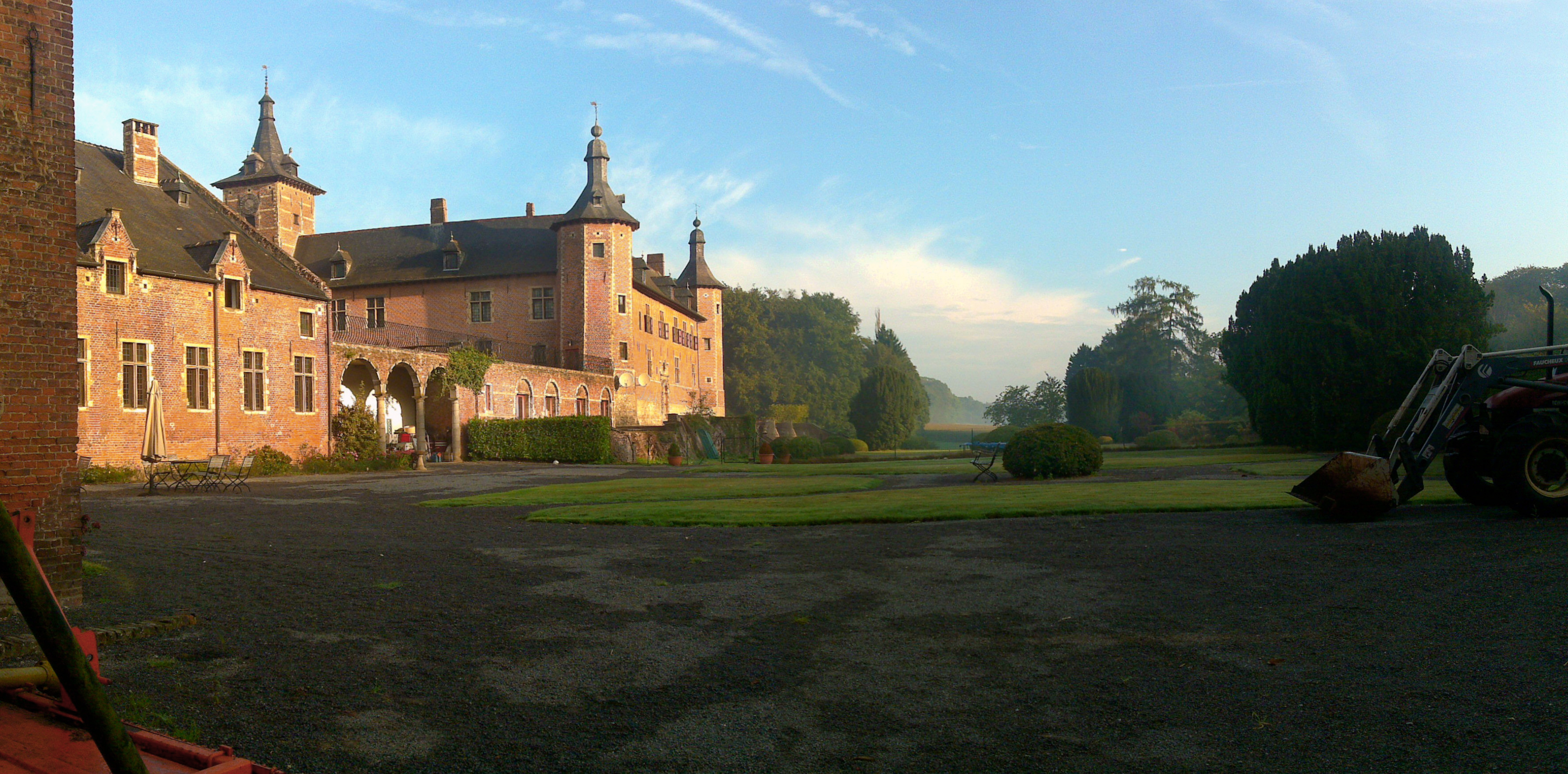
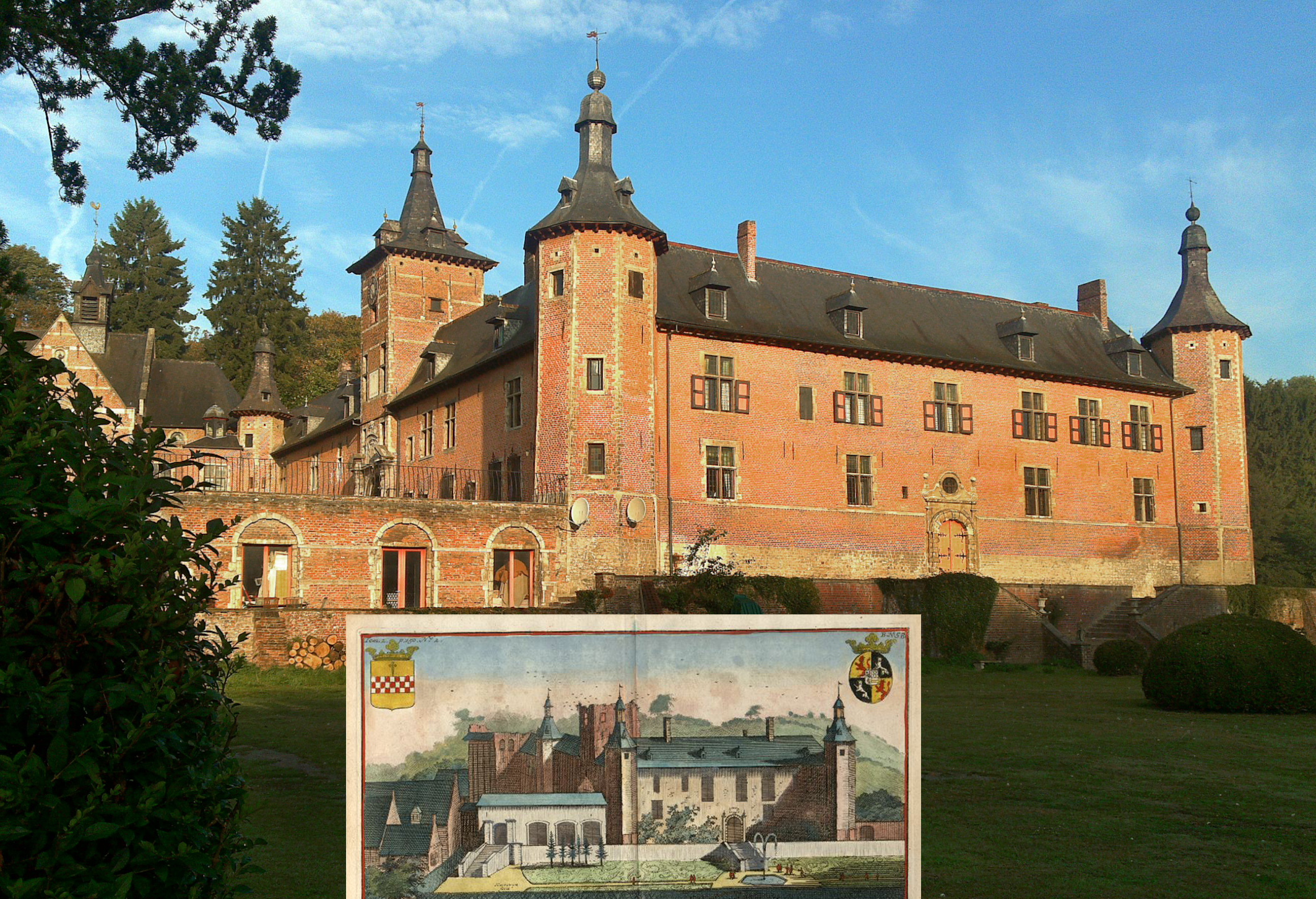

#### Lieux de culte
- L'église Sainte-Croix.
- L'église Saint-Étienne.
- L'église Saint-François-Xavier.
- L'église Saint-André.
- L'église Saint-Pierre de Maubroux.
- L'église protestante de Rixensart.
- Le monastère des Bénédictines de l'Alliance.

## Enseignement

### Enseignement
La commune dispose de plusieurs établissements scolaires :
- École communale de Genval la Bruyère (Maternelle+Primaire)
- École communale de Bourgeois (Accueil + Maternelle + Primaire)
- École communale du Centre (Accueil + Maternelle + Primaire)
- École communale de Rosières (Maternelle + Primaire)
- Collège Notre-Dame des Trois Vallées, site Saint Augustin (Maternelle + Primaire)
- Collège Notre-Dame des Trois Vallées (Secondaire Général)
- École Sainte Agnès (Maternelle + Primaire)
- École La Source (Primaire spécialisé)
- Athénèe Royal de Rixensart (Accueil - Maternelle - Primaire et Secondaire)
- École La Cime (Secondaire spécialisé)
- IEPSCF Rixensart
- Académie de musique
- Saavutus (Préparation au Jury)

## Économie

### Evolution du précompte immobilier
Le taux du précompte immobilier
- de 2001 à 2019: 1900 centimes additionnels
- de 2019 à actuellement: 2250 centimes additionnels

La moyenne provinciale du Brabant wallon était de 2149 centimes additionnels.

## Sports et vie associative

### Sports
- Royal Union Rixensartoise.
- Swimming Club Rixensart (natation).
- Rix Hockey Club.
- wazari karatéclub.
- Les Macareux - école de plongée (adultes et enfants), H2O Plongée - Loisir (FFESSM), E.P.S.T.
- Riwa: RIWA Athletic Club (Rixensart - Wavre).

## Personnalités liées à la commune
- Annette Pauporté-Eekman (1991-1997), résistante et déportée à Ravensbrück est née à Rixensart.
- Charles Michel, sinologue et diplomate belge, né à Flessingue (Pays-Bas) le 9 janvier 1853 et décédé en sa demeure Grand-Place à Bourgeois (Rixensart), le 26 juillet 1920.
- Princes de Mérode: famille établie au château de Rixensart.
- Étienne Gailly (1922-1971), athlète belge médaillé de bronze en marathon aux Jeux olympiques d'été de 1948 à Londres, originaire de Genval.
- Xavier de Hemricourt de Grunne (1894-1944) : bourgmestre, député, officier dans l'armée belge et alpiniste né à Rixensart ;
- Jean Vanden Eeckhoudt (dit Vanden), artiste peintre neveu de l'artiste peintre Isidore Verheyden, enterré avec son épouse Jeanne Verheyden au cimetière de Bourgeois. Ils ont résidé rue Haute à partir de la fin des années 30 jusqu'à la fin de leur vie et  sont les parents de l'artiste peintre Zoum.